# 约翰·雅各布·冯·楚迪
约翰·雅各布·冯·楚迪（德語：Johann Jakob von Tschudi，1818年7月25日—1889年10月8日）是一名瑞士的博物学家、动物学家、科学考察者、语言学家及外交官。其著作主要涉及克丘亚语、秘鲁动物志、秘鲁文化，以及其在南美的旅行记。

## 生平

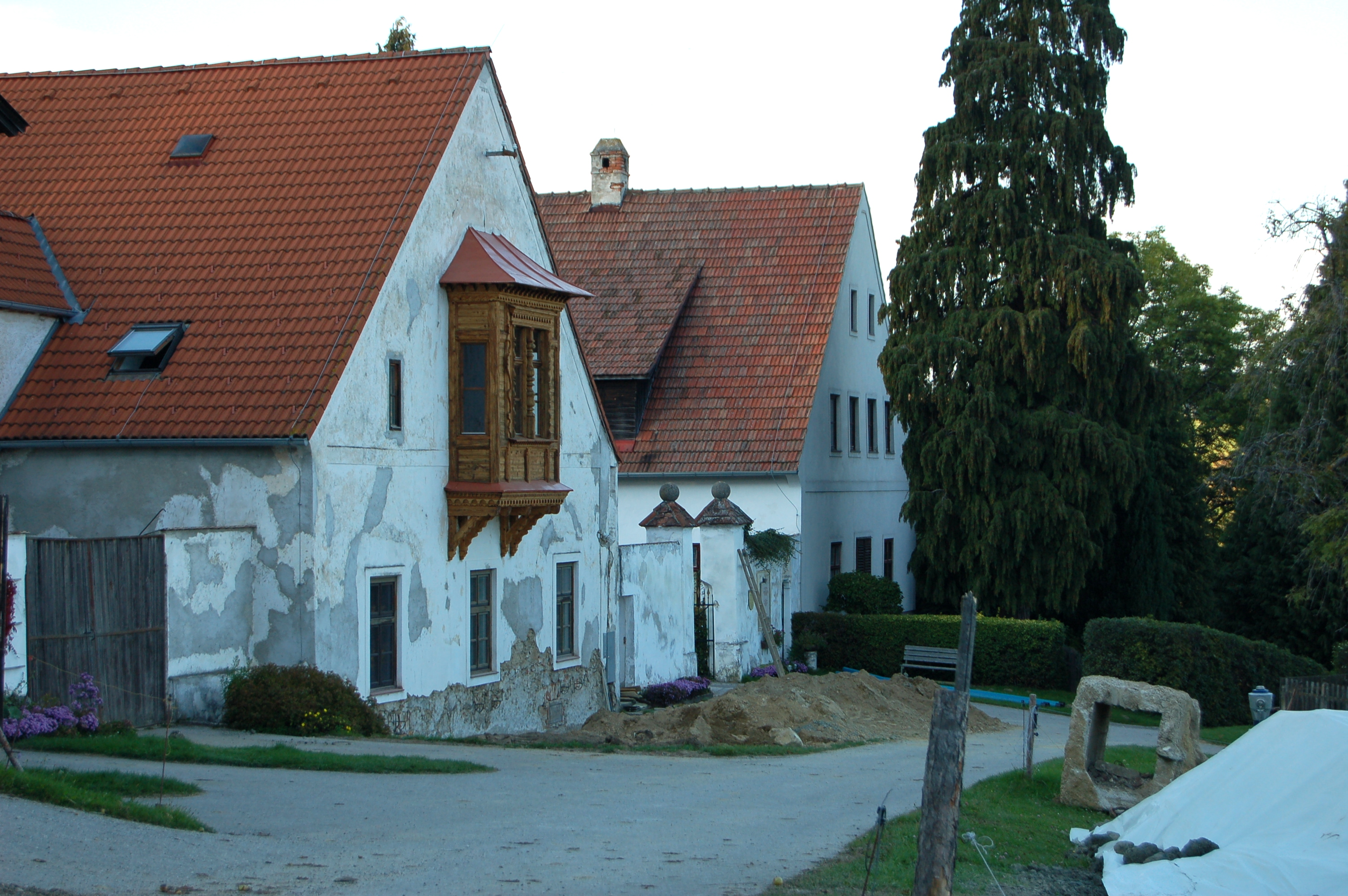
1848年约翰·雅各布·冯·楚迪在奥地利利希滕格的故居，1952年被命名为楚迪院（Tschudihof）

楚迪生于瑞士东部的格拉鲁斯，其父约翰·雅各布·楚迪（Johann Jakob Tschudi）是苏黎世的一名商人及议员。其父早逝后，其母安娜·玛丽亚·茨维基（Anna Maria Zwicky）负担起了全家六个子女的教育，并因此借贷。楚迪曾在纳沙泰尔、莱顿、苏黎世、巴黎等地的大学学习自然科学及医学，其后也在柏林及维尔茨堡学习自然科学。1838年前往秘鲁，用了五年时间在安第斯山脉探险，并收集当地植物。1843年往维也纳居住。1845年发表了18种南美的爬行动物新种。1857年至1859年间前往巴西及其它南美国家探险。1860年至1868年间任瑞士驻巴西大使。在此期间收集了巴西各地的植物。1868年任驻维也纳公使。

## 家庭
约翰·雅各布·冯·楚迪在1849年与画家路德维希·费迪南·施诺尔·冯·卡洛斯菲尔德之女奥提丽·施诺尔·冯·卡洛斯菲尔德（Ottilie Schnorr von Carolsfeld）成婚。他们育有一子：雨果·冯·楚迪（1851年2月7日-1911年11月23日）是柏林及慕尼黑的著名文化史学者及博物馆馆长。

## 纪念
南美的一种珊瑚蛇属动物沙漠珊瑚蛇（Micrurus tschudii）以他的姓氏做为种加词。此外秘鲁豚鼠（Cavia tschudii）、楚迪氏山鳉（Orestias tschudii）等物种的种加词也以他的姓氏命名。

## 主要著作
- 《蛙总目之分类，以该种两栖动物之化石为考量》 Classification der Batrachier, mit Berucksichtigung der fossilen Thiere dieser Abtheilung der Reptilien (Neuchâtel, 1838)
- 《秘鲁动物志研究》 Untersuchungen über die Fauna Perus (St. Gall, 1844–47)
- 《秘鲁共和国之旅中所发现之两栖类概观》，发表于《自然史档案》期刊 "Reptilium conspectus quae in Republica Peruana reperiuntur et pleraque observata vel collecta sunt in itinere". Archiv für Naturgeschichte 11 (1): 150–170. (Berlin, 1845) （拉丁语）
- 《1838-42年秘鲁旅程要略》两卷 Peruanische Reiseskizzen während der Jahre 1838-42 (2 vols., 1846)
- 《克丘亚语》三卷 Die Ketchua-Sprache (3 vols., Vienna, 1853)
- 《南美安第斯山脉之旅》 Reise durch die Andes von Südamerika (Gotha, 1860)
- 《巴西米纳斯吉拉斯州》 Die brasilianische Provinz Minas-Geraes (1863)
- 《南美之旅》共五卷 Reisen durch Südamerika (5 vols., 1866–69)
- 《克丘亚语之构造》 Organismus der Khets̆ua-Sprache (Leipzig 1884)

此外，他还与秘鲁学者马里亚诺·爱德华多·德·李维罗-乌斯塔里斯合编了《秘鲁古迹》（Antigüedades Peruanas）一书，在维也纳出版于1851年，1853年被译为英语。